# Peru International 2000
Die Peru International 2000 im Badminton fanden im April 2000 statt.

## Sieger und Platzierte
| Disziplin    | Gold                         | Silber                       | Bronze                               |
| ------------ | ---------------------------- | ---------------------------- | ------------------------------------ |
| Herreneinzel | Kazuhiro Shimogami           | Hidetaka Yamada              | Ruud Kuijten                         |
| Herreneinzel | Kazuhiro Shimogami           | Hidetaka Yamada              | Andrej Pohar                         |
| Dameneinzel  | Takako Ida                   | Sonya McGinn                 | Denyse Julien                        |
| Dameneinzel  | Takako Ida                   | Sonya McGinn                 | Maja Pohar                           |
| Herrendoppel | Ma Che Kong Yau Tsz Yuk      | Howard Bach Mark Manha       | José Antonio Crespo Sergio Llopis    |
| Herrendoppel | Ma Che Kong Yau Tsz Yuk      | Howard Bach Mark Manha       | Bryan Moody Brent Olynyk             |
| Damendoppel  | Satomi Igawa Hiroko Nagamine | Denyse Julien Charmaine Reid | Agnese Allegrini Maria Luisa Mur     |
| Damendoppel  | Satomi Igawa Hiroko Nagamine | Denyse Julien Charmaine Reid | Pamela Macaya Salinas Valeria Rivero |
| Mixed        | Mike Beres Kara Solmundson   | Andrej Pohar Maja Pohar      | José Antonio Crespo Dolores Marco    |
| Mixed        | Mike Beres Kara Solmundson   | Andrej Pohar Maja Pohar      | Ricardo Gonzales Silvia Jiménez      |